# Hellinsia chrysocomae
Hellinsia chrysocomae is een vlinder uit de familie vedermotten (Pterophoridae). De wetenschappelijke naam is voor het eerst geldig gepubliceerd in 1875 door Ragonot.
De soort komt voor in Europa.